# Dicaelotus resplendens
Dicaelotus resplendens är en stekelart som beskrevs av Holmgren 1890. Dicaelotus resplendens ingår i släktet Dicaelotus och familjen brokparasitsteklar. Arten är reproducerande i Sverige.

## Underarter
Arten delas in i följande underarter:
- D. r. sardanator
- D. r. rufus